# 美马高原

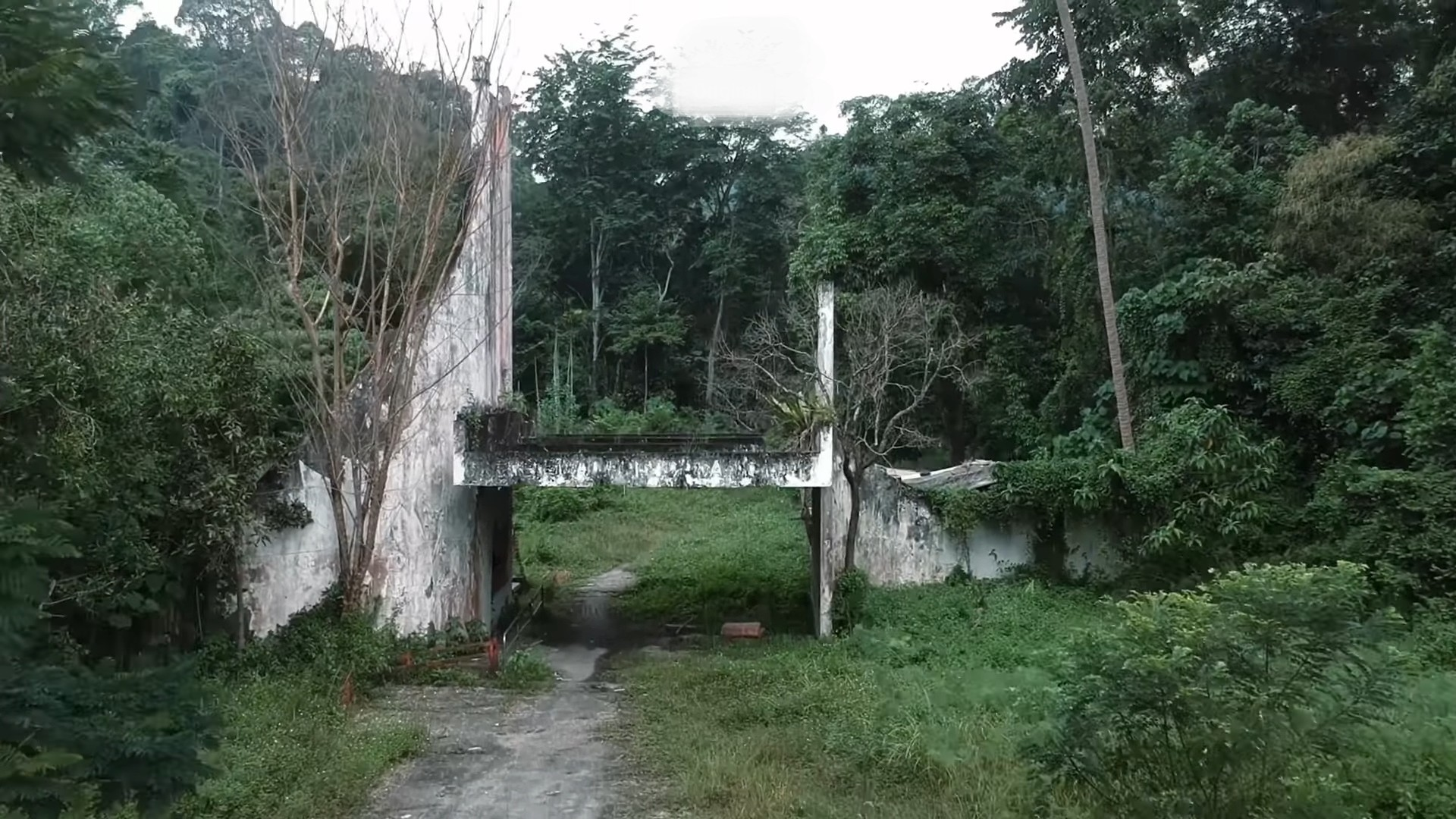
Mimaland的大門

美马高原（英語：Malaysia in Miniature Land；Mimaland）為一個已廢棄的水上樂園，位於馬來西亞雪蘭莪州鵝嘜縣，通過馬來西亞聯邦68號公路連接吉隆坡。開業於1974年，因事故於1993年關閉。1994年，一場山體滑坡損壞了Mimaland之場地，使其無法開放，廢棄至今。现今，这个公园已经被封闭。

## 流行文化

### 电影
- 《Miimaland》（2020年）

3°17′04″N 101°43′25″E / 3.2844°N 101.7237°E